# مورچه‌گیرک سینکورا
مورچه‌گیرک سینکورا (نام علمی: Formicivora grantsaui) نام یک گونه از سرده مورچه‌اوبارها است.